# 李江琳
李江琳（1956年3月23日—2024年12月24日），中国江西南昌人，作家、历史学家，父母为中国人民解放军第四野战军工作团成员，1982年获得复旦大学英文系学士，1988年获山东大学美国文学研究所硕士学位，1988年留学美国，获布兰戴斯大学犹太历史硕士和纽约市立大学皇后学院图书馆学硕士。1999年在纽约中央公园参加了第十四世达赖喇嘛的演讲。 2004年主持纽约皇后区图书馆西藏文化节。开始独立研究西藏问题。2007年以来走访印度达兰萨拉、色拉寺和尼泊尔流亡藏人居住地，采访300多人。2009年辞去在图书馆的工作。

## 作品
- 《1959：拉萨！——达赖喇嘛如何出走》（2010年）
- 《当铁鸟在天空飞翔：1956—1962青藏高原上的秘密战争》（2012年）
- 《藏区秘行》（2014年）
- 《重生的觀音：第三個西藏的故事》（2017年）
- 《智慧之海，達賴喇嘛與當代科學家的對話》（2018年，與丁一夫合著）
- 《一生三世：格爾登仁波切回憶錄》（2021年）